# Bad Alexandersbad
Bad Alexandersbad is een gemeente in de Duitse deelstaat Beieren. Het kuuroord maakt deel uit van het Landkreis Wunsiedel im Fichtelgebirge.
Bad Alexandersbad telt 977 inwoners.
Bad Alexandersbad ligt in het aan bos en ander natuurschoon rijke Fichtelgebergte tussen Wunsiedel in het westen en Marktredwitz in het oosten. Naast de gelijknamige hoofdplaats liggen in de gemeente de drie dorpjes Sichersreuth, aan de oostrand van het hoofddorp Bad Alexandersbad, Kleinwendern, ten zuiden van Bad Alexandersbad, Tiefenbach, ten oosten van Sichersreuth, en het gehucht Dünkelhammer.
De Bundesstraße 303 verbindt Bad Alexandersbad met de oostelijke buurstad Marktredwitz. Openbaar vervoer van, naar en in de gemeente is beperkt tot een busverbinding met Marktredwitz.

De plaats is een in de 18e eeuw gesticht, klassiek kuuroord met minerale bronnen, een kuurpark, een in 2017 gerenoveerd kuur- en wellnesscentrum (Kurmittelhaus) met de naam ALEXBAD, enz. De bronnen werden omstreeks 1734 ontdekt door een boer uit het dorpje Sichersreuth in de huidige gemeente.
Het kuuroord dankt zijn ontstaan aan, en is ook genoemd naar Karel Alexander van Brandenburg-Ansbach, markgraaf van het Vorstendom Bayreuth.
Het gebouw Schloss Alexandersbad is nooit een echt kasteel geweest; het werd in de 18e eeuw gebouwd als voornaam badhuis annex gastenverblijf/hotel.
Een van de bizarste rotsformaties van het Fichtelgebergte, de op 686 meter boven de zeespiegel gelegen Wenderner Stein, ligt op de Grünersberg ten zuidoosten van Kleinwendern.

## Afbeeldingen

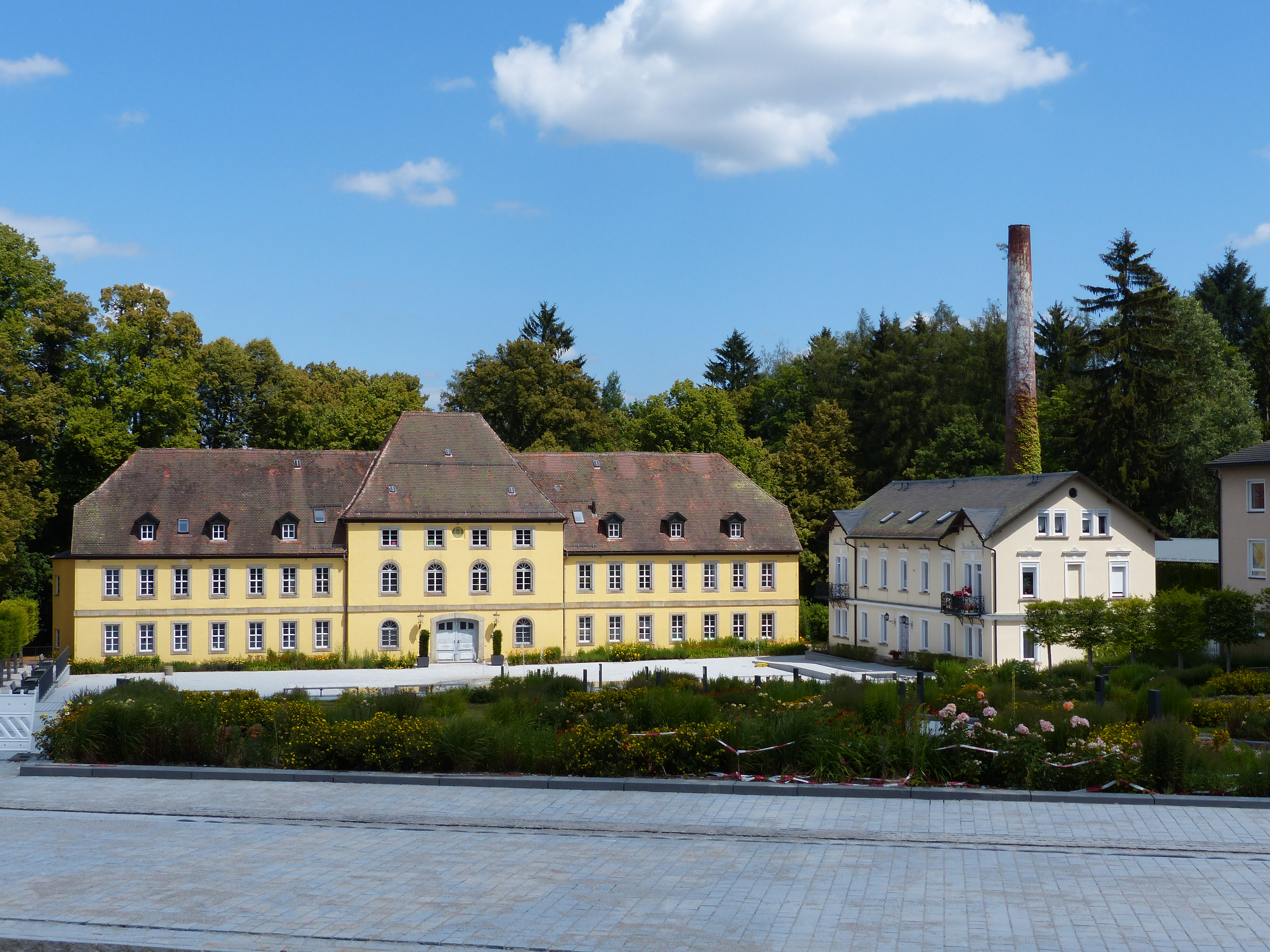
Schloss Alexandersbad
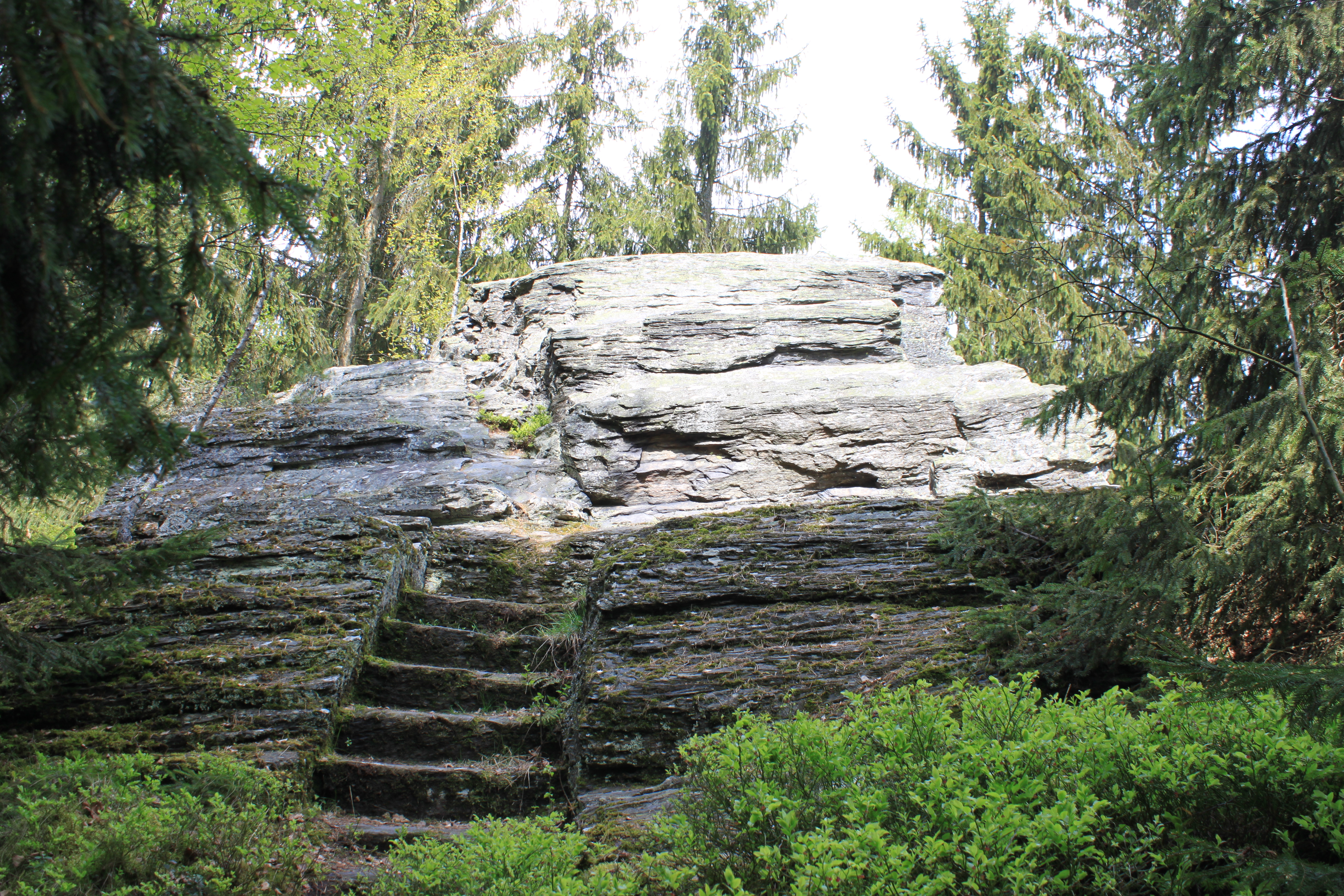
Wenderner Stein

Arzberg ·
Bad Alexandersbad ·
Höchstädt i.Fichtelgebirge ·
Hohenberg a.d.Eger ·
Kirchenlamitz ·
Marktleuthen ·
Marktredwitz ·
Nagel ·
Röslau ·
Schirnding ·
Schönwald ·
Selb ·
Thiersheim ·
Thierstein ·
Tröstau ·
Weißenstadt ·
Wunsiedel